# Dunsmygar
Dunsmygar (Micromacronus) är släkte i familjen cistikolor inom ordningen tättingar. Släktet omfattar endast två arter som förekommer i Filippinerna:
- Samardunsmyg (M. leytensis)
- Mindanaodunsmyg (M. sordidus)

Dunsmygarna betraktades fram tills nyligen som timalior, men genetiska studier visar dock att de förvånande nog tillhör familjen cistikolor.